# Ilha Argo
A Ilha Argo (também: Ilha de Arkô e Jezira Argo) é uma ilha do Nilo no Sudão. A ilha contém uma cidade com o mesmo nome e o sítio arqueológico núbio de Tabo.